# Чемпионат мира по горнолыжному спорту 2019
45-й чемпионат мира по горнолыжному спорту (англ. FIS Alpine World Ski Championships 2019) проходил в шведском Оре с 5 по 17 февраля 2019 года. Титульный спонсор чемпионата — Audi.

## Общая информация

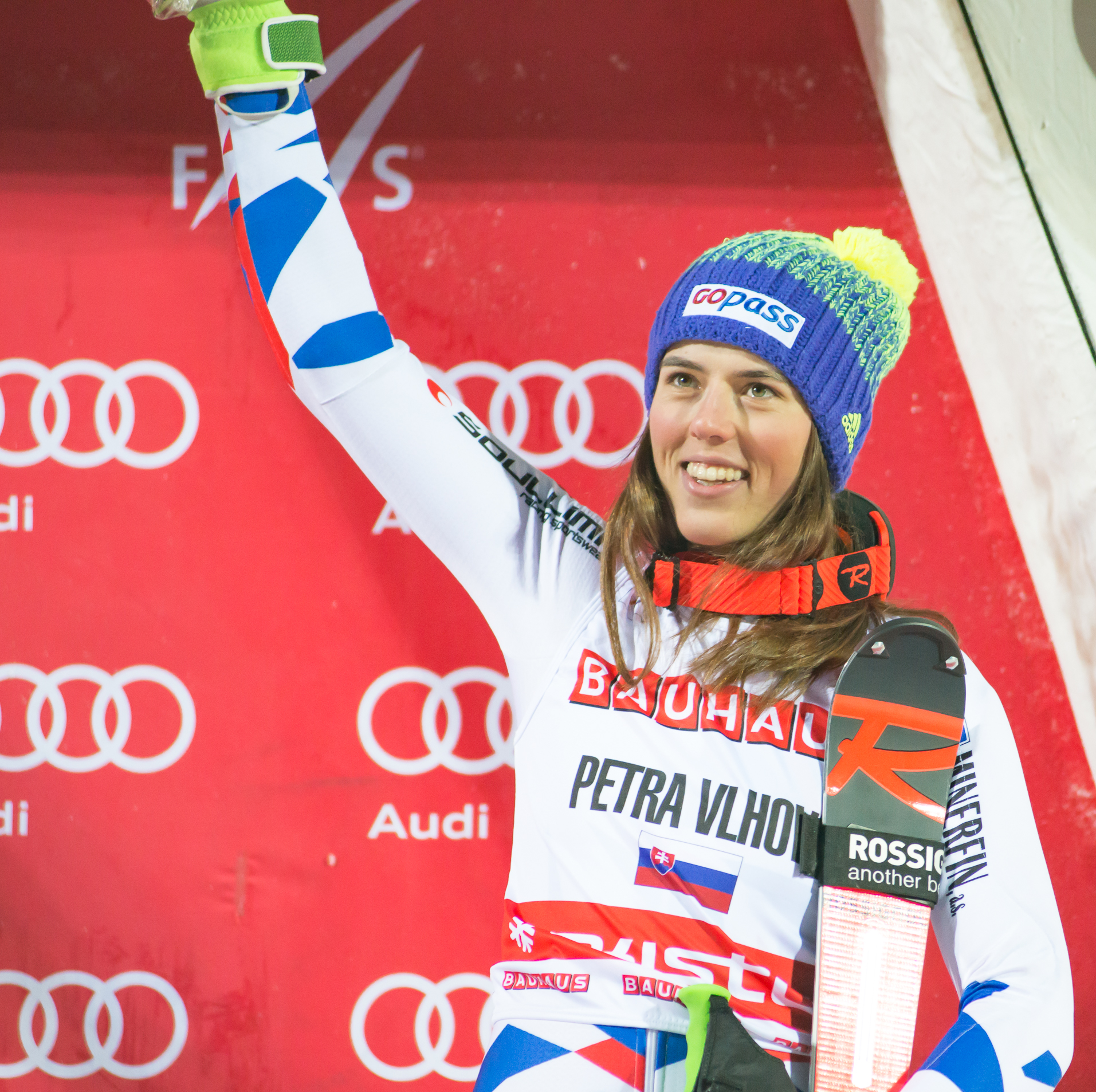
23-летняя Петра Вльгова, победив в гигантском слаломе, принесла Словакии первую в истории золотую медаль на чемпионатах мира по горнолыжному спорту

Оре ранее принимал чемпионаты мира 1954 и 2007 годов.
На чемпионате мира было разыграно 11 комплектов наград.
Место было определено Конгрессом FIS в Барселоне 5 июня 2014 года; единственный соперник — итальянская Кортина-д’Ампеццо — получила право провести чемпионат мира в 2021 году.
Планировалось, что медали в комбинации были разыграны в рамках чемпионата мира последний раз, с 2021 года вместо комбинации будет проводиться параллельный слалом. Однако позднее было принято решение оставить и комбинацию, и добавить параллельный гигантский слалом.
6 февраля француз Жоан Кларе завоевал серебро в супергиганте в возрасте 38 лет и 29 дней, что сделало его самым возрастным призёром чемпионатов мира горнолыжному спорту за всю историю.
На чемпионате мира свои последние старты в карьере провели знаменитые горнолыжники Аксель Лунд Свиндаль и Линдси Вонн. И оба сумели завоевать медали в своём последнем выступлении. 9 февраля 36-летний Свиндаль стал вторым в скоростном спуске, для него эта медаль стала 9-й в карьере на чемпионатах мира. На следующий день 34-летняя Вонн также в скоростном спуске стала третьей, завоевав свою 8-ю медаль на чемпионатах мира.
14 февраля Петра Вльгова победила в гигантском слаломе и принесла Словакии первую в истории золотую медаль на чемпионатах мира по горнолыжному спорту во всех дисциплинах.

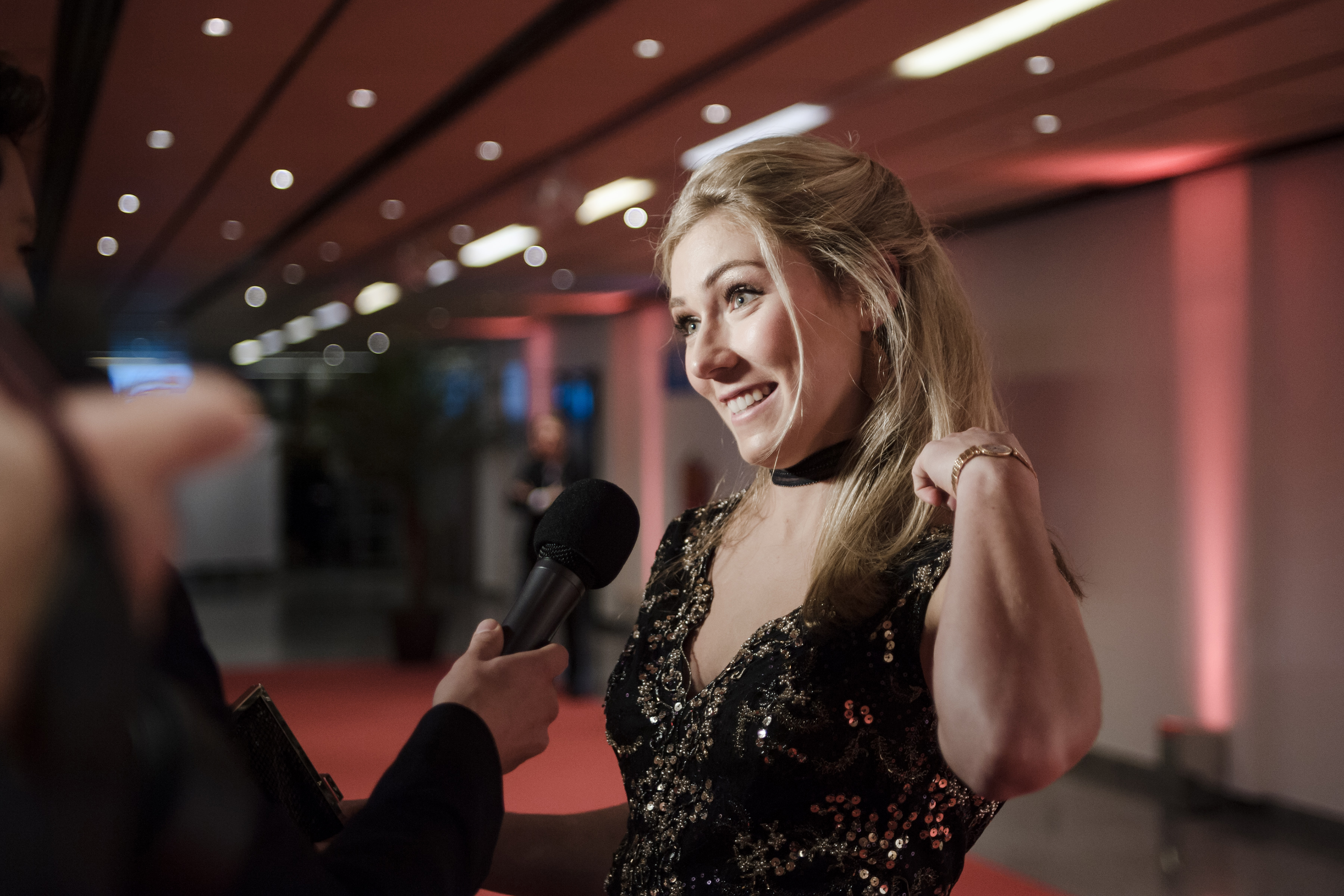
Микаэла Шиффрин (фото 2016 года) завоевала на чемпионате два золота и одну бронзу

Американка Микаэла Шиффрин выиграла золото в слаломе на 4-м чемпионате мира подряд. Ранее никому не удавалось выиграть золото в одной дисциплине на 4 чемпионатах мира подряд за всю историю.
В мужском слаломе австрийцы впервые в истории этой дисциплины сумели занять все три призовых места. Последний раз подобный случай произошёл в женском скоростном спуске на чемпионате мира 2001 года, когда три первых места заняли австрийки. Марсель Хиршер выиграл свою седьмую золотую медаль на чемпионатах мира и третью в слаломе. Хиршер догнал по количеству золотых медалей чемпионатов мира рекордсмена Тони Зайлера. По общему количеству медалей чемпионатов мира Хиршер (11 наград) уступает среди мужчин только Хьетилю Андре Омодту (12). Среди женщин более 80 лет лидером является Кристль Кранц (15 медалей, в том числе 12 золотых).
Женская сборная Австрии осталась без медалей в личных дисциплинах на чемпионатах мира впервые с 1982 года.

## Медалисты

### Мужчины
| Дисциплина                      | Дата       | Золото                        | Серебро                       | Бронза                   |
| Скоростной спуск см. подробнее  | 9 февраля  | Хьетиль Янсруд Норвегия       | Аксель Лунд Свиндаль Норвегия | Винцент Крихмайр Австрия |
| Супергигант см. подробнее       | 6 февраля  | Доминик Парис Италия          | Жоан Кларе Франция            | —                        |
| Супергигант см. подробнее       | 6 февраля  | Доминик Парис Италия          | Винцент Крихмайр Австрия      | —                        |
| Гигантский слалом см. подробнее | 15 февраля | Хенрик Кристофферсен Норвегия | Марсель Хиршер Австрия        | Алексис Пентюро Франция  |
| Слалом см. подробнее            | 17 февраля | Марсель Хиршер Австрия        | Михаэль Матт Австрия          | Марко Шварц Австрия      |
| Комбинация см. подробнее        | 11 февраля | Алексис Пентюро Франция       | Штефан Хадалин Словения       | Марко Шварц Австрия      |

### Женщины
| Дисциплина                      | Дата       | Золото                    | Серебро                      | Бронза                       |
| Скоростной спуск см. подробнее  | 10 февраля | Илка Штухец Словения      | Коринн Зутер Швейцария       | Линдси Вонн США              |
| Супергигант см. подробнее       | 5 февраля  | Микаэла Шиффрин США       | София Годжа Италия           | Коринн Зутер Швейцария       |
| Гигантский слалом см. подробнее | 14 февраля | Петра Вльгова Словакия    | Виктория Ребенсбург Германия | Микаэла Шиффрин США          |
| Слалом см. подробнее            | 16 февраля | Микаэла Шиффрин США       | Анна Свенн-Ларссон Швеция    | Петра Вльгова Словакия       |
| Комбинация см. подробнее        | 8 февраля  | Венди Хольденер Швейцария | Петра Вльгова Словакия       | Рагнхильд Мовинкель Норвегия |

### Команды
Курсивом выделены запасные, ни разу не выходившие на старт во время командного первенства
| Дисциплина                         | Дата       | Золото | Серебро | Бронза |
| Командное первенство см. подробнее | 12 февраля | Швейцария · Алин Даньот · Венди Хольденер · Даниэль Юль · Рамон Ценхойзерн · Андреа Элленбергер · Сандро Симоне | Австрия · Катарина Линсбергер · Катарина Труппе · Михаэль Матт · Марко Шварц · Франциска Грич · Кристиан Хиршбюль | Италия · Ирене Куртони · Лара Делла Меа · Симон Маурбергер · Алекс Винатцер · Марта Бассино · Риккардо Тонетти |

### Общее количество медалей
| №     | Страна    | Золото | Серебро | Бронза | Всего |
| ----- | --------- | ------ | ------- | ------ | ----- |
| 1     | Швейцария | 2      | 1       | 1      | 4     |
| 1     | Норвегия  | 2      | 1       | 1      | 4     |
| 3     | США       | 2      | 0       | 2      | 4     |
| 4     | Австрия   | 1      | 4       | 3      | 8     |
| 5     | Италия    | 1      | 1       | 1      | 3     |
| 5     | Франция   | 1      | 1       | 1      | 3     |
| 5     | Словакия  | 1      | 1       | 1      | 3     |
| 8     | Словения  | 1      | 1       | 0      | 2     |
| 9     | Германия  | 0      | 1       | 0      | 1     |
| 9     | Швеция    | 0      | 1       | 0      | 1     |
| Итого | Итого     | 11     | 12      | 10     | 33    |

## Календарь соревнований
| Дата       | Время         | Мужчины                | Женщины                |
| ---------- | ------------- | ---------------------- | ---------------------- |
| 5 февраля  | 12:30         |                        | Супергигант            |
| 6 февраля  | 12:30         | Супергигант            |                        |
| 8 февраля  | 11:00 / 16:15 |                        | Комбинация             |
| 9 февраля  | 12:30         | Скоростной спуск       |                        |
| 10 февраля | 12:30         |                        | Скоростной спуск       |
| 11 февраля | 11:00 / 14:30 | Комбинация             |                        |
| 12 февраля | 16:00         | Командные соревнования | Командные соревнования |
| 14 февраля | 14:15 / 17:45 |                        | Гигантский слалом      |
| 15 февраля | 14:15 / 17:45 | Гигантский слалом      |                        |
| 16 февраля | 11:00 / 14:30 |                        | Слалом                 |
| 17 февраля | 11:00 / 14:30 | Слалом                 |                        |